# King Dude
King Dude, pseudonimo di Thomas Jefferson Cowgill (Seattle, ...), è un musicista statunitense, il cui genere spazia dal neofolk al folk statunitense. I suoi testi riguardano tematiche oscure come la morte e il dolore ma lasciano spesso spazio all'amore e alla redenzione.

## Discografia
Studio Album
- Tonight’s Special Death (Disaro, 2010)
- Love (Dais Records, 2011)
- Burning Daylight (Ván Records, 2012)
- Fear (Ván Records, 2014)
- Songs of Flesh & Blood - In The Key of Light (2015)
- Sex (2016)
- Music to Make War To (2018)
- Full Virgo Moon (2020)

EPs/Singles
- My Beloved Ghost (Bathetic Records, 2010)
- Split (mit Solanaceae, Heiðrunar Myrkrunar, 2010)
- The Black Triangle (Clan Destine Records, 2010)
- You Can Break My Heart (Dais Records, 2012)
- Sing More Songs Together… (2013)
- The Heiress / The Demon (2016)